# Indice de refracție

Refracția

Indicele de refracție este o mărime adimensională care caracterizează cantitativ refracția luminii. Se exprimă ca raport între viteza luminii în vid {\displaystyle c_{0}} și viteza de propagare a luminii prin mediul străbătut {\displaystyle c}:
{\displaystyle n={\frac {c_{0}}{c}}}
De exemplu, un mediu cu valoarea indicelui de refracție egală cu 2 este un mediu în care viteza luminii este numai jumătate din viteza luminii prin vid (299.792.458 m/sec.).
Este o mărime dependentă de temperatură și de lungimea de undă
Dependența de lungimea de undă a indicelui de refracție a unui mediu face ca lumina albă să se separe în culorile componente atunci când are loc refracția.

| Indicii de refracție ai unor materiale pentru λ=589 nm. | Indicii de refracție ai unor materiale pentru λ=589 nm. |
| Substanța                                               | n                                                       |
| ------------------------------------------------------- | ------------------------------------------------------- |
| Gaze la 0 °C și 1 atm                                   |                                                         |
| Aer                                                     | 1,000293                                                |
| Heliu                                                   | 1,000036                                                |
| Hidrogen                                                | 1,000132                                                |
| Dioxid de carbon                                        | 1,00045                                                 |
| Lichide la 20 °C                                        |                                                         |
| Apă                                                     | 1,333                                                   |
| Etanol                                                  | 1,36                                                    |
| Ulei de măsline                                         | 1,47                                                    |
| Solide                                                  |                                                         |
| Gheață                                                  | 1,309                                                   |
| Plexiglas                                               | 1,49                                                    |
| Sticlă "Crown"                                          | 1,52                                                    |
| Diamant                                                 | 2,42                                                    |

## Aplicații
Unele din aplicațiile practice cele mai cunoscute ale unghiului de refracție sunt:
1. Controlul purității substanțelor (lichid de frână etc)
2. Determinarea concentrației soluțiilor (zahăr din must, în vinificație etc)
3. La identificarea unui mineral prin stabilirea valorii unghiului de refracție

Frecvent un unghi de refracție cu valoare mare corespunde unui mediu mai dens și invers, astfel se folosește termenul de densitate optică, care nu trebuie confundat cu absorbția optică.